# 大藤紀一郎
大藤 紀一郎（おおふじ きいちろう）は幕末・明治初期の神職。岡山県吉備津神社権祢宜、広島県沼名前神社祢宜。

## 生涯
弘化3年（1846年）10月3日備中国吉備津宮社家藤井高雅の子として生まれた。母松野は出産当日死去した。幼名は建丸、名は高紀、高郷、後に高稔。
安政元年（1854年）9月2日父が家督相続を願い出るも、許可されなかった。万延元年（1860年）11月15日元服し、文久元年（1861年）父から社職を譲り受け、社司・社家頭となった。
文久3年（1863年）7月25日父が京都で暗殺されると、30日朝五つ時大坂の緒方拙斎から飛脚便で第一報を受け、同日父は無断で他国に滞在した罪で除籍となり、紀一郎も父に諫言しなかった罪で押込を命じられた。
8月2日暮六つ過ぎ、父の滞在先だった山田源兵衛から書状が届いて上京を求められ、5日倉敷代官大竹左馬太郎からも呼出状が届き、上京して遺体を引き取り、敵討ちをするよう促されたが、祖母の許可が得られないとして断った。
大藤家には多額の借金が残されたが、大坂屋源介（林孚一）には本居宣長の短冊1枚で百数十両の借金を帳消しにしてもらう温情を受けた。
明治5年（1872年）11月18日吉備津神社権祢宜に補され、1873年（明治6年）士族に編入された。1876年（明治9年）5月7日広島県沼名前神社祢宜に転じた。
1881,2年（明治14,5年）頃失踪した。

## 和歌
- 花「かたらはぬ人にひかれてけふもまた一めぐりせり花のなかやま」[3]
- 夏月易明「かくるかとみればはれ行くむら雲のはやくもあくるなつの夜の月」[3]
- 雨中緑竹「ことし生の深きみどりの竹の葉のうらさびしくもそそぐあめかな」[3]
- 忍涙恋「もらさじとつつむ心のよはければこぼれがちなる我なみだかな」[3]

## 大藤家
大中臣氏、藤原氏又は楽々森彦命を祖とする社家藤井高利家（三日市藤井氏）に属する。嘉永3,4年（1850,1年）頃、父高雅は『今昔物語集』「地蔵菩薩を念ずるに依りて主に殺さるる難を遁るる語」に見える大藤大夫（藤原文時）を先祖と称し、家号を大藤と定めた。
- 父：藤井高雅 - 吉備津宮社家頭。尊王攘夷派に暗殺された。
- 母：松野 - 藤井高豊遺女[1]。文政4年（1821年）2月14日生[14]、弘化3年（1846年）10月3日没[1]。
  - 兄：尚太郎 - 天保9年（1838年）7月22日夭折[15]。
- 妻：多喜の - 備前国赤磐郡小野田村（岡山県赤磐市熊山地域）木梨家次女。死別後、御津郡大野村高柳（岡山市北区）河野寿吉に再嫁した[2]。
  - 娘：やすの - 丸川伝四郎に嫁いだ[16]。
  - 娘：つるよ - 1905年（明治38年）没[16]。
  - 娘：松枝 - 野崎平九郎に嫁いだ[16]。
  - 長男：春雄 - 1912年（大正元年）34歳で死去し、大藤家は断絶した[16]。